# Navegantes (ort)
Navegantes är en ort i Brasilien.   Den ligger i kommunen Navegantes och delstaten Santa Catarina, i den södra delen av landet, 1 200 km söder om huvudstaden Brasília. Navegantes ligger 7 meter över havet och antalet invånare är 47 781.
Terrängen runt Navegantes är platt västerut. Havet är nära Navegantes österut. Runt Navegantes är det tätbefolkat, med 570 invånare per kvadratkilometer.. Närmaste större samhälle är Itajaí, 1,3 km sydväst om Navegantes. 
Runt Navegantes är det i huvudsak tätbebyggt.